# 陳國祖
陳國祖（1962年1月28日—），越南政治人物和越南人民公安將領，上將警銜。籍貫寧平省金山縣。2015年接替阮廷珀出任越共太原省委书记，2020年出任越南公安部常務副部長。是越南國會第十五屆代表，隸屬於北寧省國會代表團。现任越南共产党中央委员会委员、越共中央公安党委副书记、越南公安部副部长。在苏林辞去公安部长职务後，陈国祖曾经代理部长职务，直到国会于6月6日任命梁三光出任部长为止。
陳國祖出生於寧平省金山縣光善社。为越南前国家主席陈大光之弟。